# Ridgeway (Alasca)
Ridgeway é uma Região censo-designada localizada no estado americano de Alasca, no Distrito de Kenai Peninsula.

## Demografia
Segundo o censo americano de 2000, a sua população era de 1932 habitantes.

## Geografia
De acordo com o United States Census Bureau, a localidade tem uma área de 45,6 km², dos quais 43,1 km² cobertos por terra e 2,5 km² cobertos por água.

## Localidades na vizinhança
O diagrama seguinte representa as localidades num raio de 16 km ao redor de Ridgeway.